# Punt d'inflamabilitat
El punt d'inflamabilitat o punt de flama d'una substància, generalment un combustible, és la temperatura més baixa a què pugui formar-se una barreja inflamable amb l'aire. A aquesta temperatura el vapor pot deixar d'estar encès quan es retira la font d'ignició. Una temperatura una mica més alta, el punt de foc o punt d'ignició, es defineix com la temperatura a la qual el vapor continua cremant després de ser encès. Cap d'aquests paràmetres es refereix a les temperatures de la font d'ignició o del líquid que crema, que són molt més altes. El punt d'inflamabilitat s'utilitza sovint com una característica descriptiva dels combustibles líquids, però també s'utilitza per descriure líquids que no s'utilitzen intencionadament com a combustibles.

## Mecanisme
Cada líquid inflamable té una pressió de vapor, que és una funció de la temperatura del líquid. A mesura que la temperatura augmenta, la pressió de vapor augmenta i amb ella creix la concentració del líquid inflamable evaporat en l'aire. Per això, la temperatura determina la concentració del vapor del líquid inflamable en l'aire sota condicions d'equilibri. Els diversos líquids inflamables exigeixen diferents concentracions en l'aire per a sostenir la combustió. El punt d'inflamabilitat és la temperatura mínima a la qual hi ha una concentració suficient de combustible evaporat en l'aire perquè la combustió es propagui després que s'hagi introduït una font d'ignició. En altres paraules: el punt d'inflamabilitat és bàsicament la temperatura a partir de la qual hi ha prou vapor de combustible a l'aire per encendre's.

## Mesurament de punts d'inflamabilitat
Hi ha dos mètodes bàsics per a mesurar el punt d'inflamabilitat: els de copa oberta i els de copa tancada.
En els mètodes de copa oberta la mostra es conté en una copa oberta (per això el nom) que és escalfat, i es porta a intervals una flama sobre la superfície. El punt de flaix mesurat variarà de fet amb l'alçada de la flama damunt de la superfície líquida, i a alçada|alçària suficient la temperatura de punt de flaix mesurada coincidirà amb el punt de focs. Els exemples inclouen la copa oberta de Cleveland i la copa oberta de Pensky-Martens. La diferència principal que és que en el primer s'escalfa des de sota, mentre que en el segon s'escalfa tant des dels costats com per sota.
En els multímetres de copa tancats, per exemple el Pensky-Martens de copa tancada, es troben segellats amb una tapadora a través de la qual es pot introduir la font d'ignició periòdicament. Se suposa que el vapor damunt el líquid es troba aproximadament en equilibri amb el líquid. Els multímetres de copa tancada donen valors més baixos per al punt d'inflamabilitat (normalment de 5-10 K) i és una millor aproximació a la temperatura a què la pressió de vapor arriba al Límit Inflamable Més Baix en anglès Lower Flammable Limit (LFL).
El punt d'inflamabilitat és una mesura empírica més que un paràmetre físic fonamental. El valor mesurat varia amb l'equip i les variacions dels protocols de la prova, incloent-hi el gradient de la rampa de temperatura (en multímetres automatitzats), temps permès a la mostra per a arribar a l'equilibri, el volum de la mostra i si la mostra es remena.
Els mètodes per determinar el punt d'inflamabilitat d'un líquid s'especifiquen en moltes normes. Per exemple, el test pel mètode de Pensky-Martens de copa tancada és detallat en ASTM D93, IP34, ISO 2719, XIVARRI 51758, JIS K2265 i AFNOR M07-019. La determinació de punt d'inflamabilitat pel mètode d'equilibri de copa tancada s'especifica en l'ISO 1523:2002

## Exemples de punts d'inflamabilitat de combustibles
| Combustible                      | Punt d'inflamabilitat  | Temperatura d'autoignició |
| -------------------------------- | ---------------------- | ------------------------- |
| Gasolina                         | 21 °C                  | 250 °C                    |
| Dièsel                           | >62 °C (143 °F)        | 210 °C (410 °F)           |
| Combustible de reactor (JET A-1) | >38 °C (100 °F)        | 210 °C (410 °F)           |
| Querosè (petroli de cremar)      | >38-72 °C (100-162 °F) | 220 °C (428 °F)           |
| Oli Vegetal (Colza)              | 327 °C (620 °F)        |                           |

La benzina està dissenyada per a l'ús en un motor que la crema mitjançant una espurna. El combustible s'ha de prebarrejar amb l'aire dins dels seus límits inflamables i escalfar-se per damunt el seu punt d'inflamabilitat, llavors ha de ser encès per la bugia. El combustible no s'ha de preencendre per la calor del motor. Per això, s'exigeix que la benzina tingui un punt d'inflamabilitat baix i una temperatura d'autoignició alta.